# Viktor Lisickij
Viktor Nikitovič Lisickij (in russo Ви́ктор Ники́тович Лиси́цкий?; Magnitogorsk, 13 ottobre 1939 – Mosca, 13 giugno 2023) è stato un ginnasta sovietico, dal 1991 russo.

## Palmarès

### Olimpiadi
- 5 medaglie:
  - 5 argenti (Tokyo 1964 a squadre; Tokyo 1964 nell'all-around; Tokyo 1964 nel corpo libero; Tokyo 1964 nel volteggio; Città del Messico 1968 a squadre)

### Mondiali
- 2 medaglie:
  - 2 argenti (Praga 1962 a squadre; Lubiana 1970 a squadre)

### Europei
- 12 medaglie:
  - 7 ori (Anversa 1965 negli anelli; Anversa 1965 nel volteggio; Anversa 1965 nel cavallo con maniglie; Tampere 1967 negli anelli; Tampere 1967 nel volteggio; Tampere 1967 nella sbarra; Varsavia 1969 nella sbarra)
  - 5 argenti (Anversa 1965 nell'all-around; Anversa 1965 nel corpo libero; Anversa 1965 nella sbarra; Tampere 1967 nell'all-around; Varsavia 1969 nel corpo libero)